# Билгарене (Плевенська область)
Билгаре́не (болг. Българене) — село в Плевенській області Болгарії. Входить до складу общини Левський.

## Населення
За даними перепису населення 2011 року у селі проживали 893 особи.
Національний склад населення села:
| Національність   | Кількість осіб | Відсоток |
| ---------------- | -------------- | -------- |
| болгари          | 851            | 98,2%    |
| турки            | 12             | 1,4%     |
| цигани           | 3              | 0,3%     |
| Всього відповіли | 867            |          |

Розподіл населення за віком у 2011 році:
Динаміка населення: